# Nord NC.850
Le Centre NC.850 (devenu par la suite Nord NC.850) était un avion d'entraînement, construit en France après la Seconde Guerre mondiale.

## Variantes
- NC.851 : moteur Minié 4DC30 de 75 ch, 8 exemplaires construits ;
- NC.852 : moteur Régnier 4DA de 90 ch, 2 exemplaires ;
- NC.853S : Minié 4DC30 de 75 ch, 92 exemplaires construits pour le SALS ;
- NC.854 : moteur Continental A.65 de 65 ch, 47 exemplaires ;
- NC.855 : moteur Praga type D de 75 ch, 1 exemplaire ;
- NC.856A (2 exemplaires) ;
- NC.856 Norvigie : 112 exemplaires ;
- NC.856H : hydravion à flotteurs, 1 exemplaire ;
- NC-858 : moteur Continental C-90-12F de 91 ch, 44 exemplaires ;
- NC.859 : 8 exemplaires.
- NC.860 : bimoteur (1 prototype).